# Valle de Valdelucio
Valle de Valdelucio là một đô thị trong tỉnh Burgos, Castile và León, Tây Ban Nha. Theo điều tra dân số 2004 (INE), đô thị này có dân số là 350 người.